# Ticum (Tekax)
Ticum es una localidad del municipio de Tekax, estado de Yucatán, en México. 

## Toponimia
El nombre (Ticum) proviene del idioma maya.

## Demografía
Según el censo de 2005 realizado por el INEGI, la población de la localidad era de 927 habitantes, de los cuales 455 eran hombres y 472 eran mujeres.
| 194                         | 156 | 283 | 365 | 409 | 366 | 410 | 486 | 527 | 650 | 709 | 840 | 927 |
| (Fuente: INEGI [Consultar]) |     |     |     |     |     |     |     |     |     |     |     |     |